# Шта волим код тебе
Шта волим код тебе (енгл. What I Like About You) америчка је телевизијска комедија ситуације коју су створили Вил Калхун и Ден Шнајдер за The WB. Радња се одвија углавном у Њујорку, а прати животе две сестре: живахне тинејџерке Холи (Аманда Бајнс) и њене одговорне старије сестре Вал (Џени Гарт). Приказивана је од 20. септембра 2002. до 24. марта 2006. године, а састоји се од 86 епизода.

## Радња
Валери Тајлер има 28 година и воли да све буде организовано. Воли своју 16-годишњу сестру Холи која је спонтана, импулсивна и немирна, а понајвише неорганизована. Кад се Холи пресели код Вал, сестре схватају да нису баш најбоље цимерке.

## Улоге
| Глумац           | Улога        | Сезоне   | Сезоне | Сезоне    | Сезоне |
| Глумац           | Улога        | 1.       | 2.     | 3.        | 4.     |
| ---------------- | ------------ | -------- | ------ | --------- | ------ |
| Аманда Бајнс     | Холи Тајлер  | Главна   | Главна | Главна    | Главна |
| Џени Гарт        | Вал Тајлер   | Главна   | Главна | Главна    | Главна |
| Сајмон Рекс      | Џеф Кембел   | Главна   |        |           |        |
| Весли Џонатан    | Гари Троп    | Главна   | Главна | Главна    | Главна |
| Лесли Гросман    | Лорен        | Споредна | Главна | Главна    | Главна |
| Мајкл Макмилијан | Хенри Гибсон | Споредна | Главна | Гостујућа |        |
| Ник Зано         | Винс         |          | Главна | Главна    | Главна |
| Алисон Ман       | Тина Хевен   |          | Главна | Главна    | Главна |

## Епизоде
| Сезона | Сезона | Епизоде | Епизоде | Оригинално емитовање | Оригинално емитовање |
| Сезона | Сезона | Епизоде | Епизоде | Премијера            | Финале               |
| ------ | ------ | ------- | ------- | -------------------- | -------------------- |
|        | 1.     | 22      | 22      | 20. септембар 2002.  | 9. мај 2003.         |
|        | 2.     | 22      | 22      | 11. септембар 2003.  | 7. мај 2004.         |
|        | 3.     | 24      | 24      | 17. септембар 2004.  | 20. мај 2005.        |
|        | 4.     | 18      | 18      | 16. септембар 2005.  | 24. март 2006.       |

## Гледаност
| Сезона | Сезона     | - Гледаност у САД - (милиони) |
| ------ | ---------- | ----------------------------- |
| 1.     | 2002—2003. | 2,96                          |
| 2.     | 2003—2004. | 2,55                          |
| 3.     | 2004—2005. | 2,5                           |
| 4.     | 2005—2006. | 2,2                           |